# 高氯酸铊
高氯酸铊是一种无机化合物，化学式为Tl(ClO4)3。它可由三氯化铊和高氯酸银反应，或由氢氧化铊和高氯酸反应得到，从溶液中可以结晶出六水合物。无水三氯化铊和六氧化二氯反应，可以得到ClO2Tl(ClO4)4，它在80 °C真空中加热，可以得到无水高氯酸铊。它和高碘酸反应，可以得到高碘酸铊（Tl5(IO6)3）。它可以将Ru(phen)32+氧化为Ru(phen)33+。